# 肖琳
肖琳（1978年2月22日—），女，四川人，中国前田径运动员，精于短跑项目。
她是当今400米接力赛跑42秒23的亚洲纪录保持者，在1997年上海的第八届中华人民共和国全国运动会田径比赛上和李亚丽、刘晓梅、李雪梅共同获得。
她还保持着中国100米11秒17的青年纪录，在同一场竞赛中获得，并在2001年4月在宁波创下200米个人最好成绩23秒27。

## 外部連結
- 肖琳在的頁面